# نوآن لولارژ
نوآن لولارژ (فرانسوی: Noan Lelarge‎؛ زادهٔ ۲۳ ژوئن ۱۹۷۵ ‏(۴۹ سال)) دوچرخه‌سوار اهل فرانسه است.